# Scardinius racovitzai
Scardinius racovitzai är en fiskart som beskrevs av Müller, 1958. Scardinius racovitzai ingår i släktet Scardinius och familjen karpfiskar. IUCN kategoriserar arten globalt som akut hotad. Inga underarter finns listade i Catalogue of Life.